# El Partido de la Cerveza
El Partido de la Cerveza (en alemán: die Bierpartei, BIER) es un partido satírico austriaco. Fundado en 2014, originalmente se conocía como el Partido de la Cerveza de Austria (Bierpartei Österreich) y utilizó la abreviatura correspondiente BPÖ hasta su cambio de nombre en 2020. 
La actividad del partido se limita a Viena, donde BIER apareció por primera vez en las papeletas de las elecciones legislativas austriacas de 2019. y apareció nuevamente en las elecciones estatales vienesas de 2020. No ha podido acumular los votos necesarios para la representación en el Consejo Nacional, el Consejo Federal o los Landtage, sin embargo, el partido pudo ingresar en 11 asambleas distritales de Viena. El partido está organizado puramente a nivel federal sin divisiones estatales.

## Historia
El Partido de la Cerveza de Austria fue fundado en 2014 por Marco Pogo, el líder de la banda de punk rock vienesa Turbobier. Pogo, cuyo nombre legal es Dominik Wlazny, tiene un título de médico y era médico en ejercicio antes de que el éxito de su banda lo llevara a cambiar de carrera. La idea del partido probablemente surgió de una canción, "Die Bierpartei", que apareció en el álbum debut de Turbobier, Irokesentango. En una entrevista con Kulturwoche.at, Pogo afirmó que "el país necesita un movimiento fuerte, un movimiento fuerte por la cerveza... Lo hice por el país". También continuó afirmando que su participación en la política está inspirada en el Caso Ibiza de 2019.
En 2019, el partido aprovechó el potencial satírico del caso Ibiza y se promocionó con obsequios de cerveza gratis para obtener las declaraciones de apoyo (Unterstützungserklärungen) necesarias para participar en las elecciones generales de 2019. En las elecciones, el partido obtuvo finalmente 4.946 votos correspondientes al 0,6 % en Viena y al 0,1 % en toda Austria.
Inmediatamente después del anuncio de los resultados de las elecciones al Consejo Nacional de 2019, el Partido de la Cerveza anunció su intención de lanzar una campaña para las elecciones estatales de Viena de 2020. Con el 1,8% de los votos, el Partido de la Cerveza no obtuvo representación en el Landtag. Sin embargo, el partido ganó escaños en las asambleas de 11 de los distritos de Viena. El líder del partido, Wlazny, fue elegido como representante en Simmering, el distrito 11.
Wlazny presentó su candidatura presidencial para las elecciones de 2022.Acabó tercero con el 8,3% de los votos, detrás el reelegido presidente Alexander Van der Bellen y Walter Rosenkranz del ultraderecho Partido de la Libertad de Austria. 
El 18 de enero de 2024, Dominik Wlazny anunció la candidatura del partido en las elecciones parlamentarias de este año, bajo el requisito de conseguir 20.000 miembros registrados hasta finales de abril de 2024 para garantizar la financiación del partido.

## Ideología
Según su constitución, el Partido de la Cerveza se entiende a sí mismo como un "movimiento cervezocrático" (bierokratische Bewegung). En una "birrocracia" (Bierokratie), el poder proviene de la cerveza. El partido reconoce la importancia de la libertad de opinión, por ejemplo en la libre elección de la variedad de cerveza. El consumo de cerveza debe observarse públicamente y las "personas con menos talento para beber" deben recibir un apoyo especial. El Partido de la Cerveza cree que la diversidad y la individualidad dentro de la cultura cervecera enriquecen la vida y, por lo tanto, apoyan la tolerancia de las cervezas extranjeras. Esta tolerancia no se extiende a las radlers, a las que el partido se opone oficialmente.

## Resultados electorales
| Año  | Votos      | %    | Resultado | +/- | Gobierno           |
| ---- | ---------- | ---- | --------- | --- | ------------------ |
| 2019 | 4.946 (#9) | 0,10 | 0/183     |     | Extraparlamentario |